# I'm Yours
Singles de Jason Mraz
The Beauty in Ugly
(2007) Make It Mine
(2008)
Pistes de We Sing. We Dance. We Steal Things.
Make It Mine Lucky
I'm Yours  est le premier single de Jason Mraz issu de son troisième album studio We Sing. We Dance. We Steal Things. La chanson est à l'origine parue sur un EP en édition limitée Extra Credit en tant que démo en 2005 pour promouvoir le second album studio Mr. A-Z. La chanson a été jouée en 2004 et 2005 et a été très appréciée avant sa sortie. I'm Yours a été nommée pour le Grammy Award de la chanson de l'année et pour le Grammy Award du meilleur chanteur pop ou de variété à la 51e cérémonie des Grammy Awards. Elle a également été utilisée pour la promotion de la première saison de Packed to the Rafters de Seven Network.
I'm Yours a eu un grand succès dans les charts de Billboard aux États-Unis. En effet, la chanson est restée 76 semaines dans le Hot 100, dépassant ainsi le précédent record de semaines passée dans le hit-parade détenu par la chanson de LeAnn Rimes How do I live depuis 1998. Ce single est le plus grand succès de Jason Mraz et le seul à être entré dans le Billboard Hot 100.

## Performance dans les charts
Le single est devenu accessible sur les magasins de musique en ligne le 12 février 2008. Durant toute l'année, les diffusions de I'm Yours et les téléchargements n'ont cessé d'augmenter pour devenir le plus grand succès de Jason Mraz, dépassant le précédent single The Remedy (I Won't Worry) (2003). I'm Yours est devenu son premier single à atteindre le top 10 aux U.S.A., atteignant la sixième place au Billboard Hot 100 et la cinquième au Pop 100. Dans le Hot Adult Top 40 Tracks, la chanson est restée 1e pendant neuf semaines. Le single a également intégré le Mainstream Top 40, duquel il est également devenu premier en décembre 2008, soit dix mois après sa sortie et sept mois après son entrée dans les charts de VH1 dans le Top 20 Video Countdown. En octobre 2008, après vingt semaines passées dans ce chart, VH1 a retiré la chanson. 
Pendant sa 38e semaine de figuration au Hot 100, la chanson a à nouveau atteint la première place pour la troisième fois. I'm Yours est restée au classement pendant 76 semaines, devenant la chanson qui est restée le plus longtemps dans le chart de toute l'histoire de Billboard Music. 
Un an après sa sortie, la chanson a atteint la première position d'un autre chart de Billboard, le Hot Adult Contemporary Tracks pendant la semaine du 5 février 2009, cela faisait 11 mois depuis que la chanson avait atteint une première place dans un chart aux États-Unis, le Adult Album Alternative (Triple A) en mars 2008. I'm Yours a passé seize semaines en tête de ce chart. Ainsi, la chanson est devenue la première à atteindre la meilleure position de tous ces charts : Triple A, Adult Top 40, Mainstream Top 40 et Adult Contemporary.
En dépit de téléchargements faibles à son lancement, la chanson a été téléchargée légalement plus de 5 000 000 de fois, devenant ainsi la sixième chanson la plus vendue par téléchargement aux États-Unis. De plus, I'm Yours est actuellement la quatrième chanson la plus téléchargée de tous les temps sur iTunes.
Dans les autres pays, c'est le single de Jason Mraz le mieux placé, atteignant la première place en Suède, Norvège et en France, et le top 10 au Canada, aux États-Unis, en Autriche, Australie, Nouvelle-Zélande, Allemagne, Suisse, Espagne et en Italie. En Australie, la chanson a également été première au Top 40 Digital Track Chart. En Nouvelle-Zélande, la chanson a détrôné Poker Face de Lady Gaga de la première place alors qu'elle y été restée dix semaines consécutives. La chanson a été certifiée disque d'or après sept semaines et plus de 7 500 copies vendues et disque de platine après quinze semaines et plus de 15 000 copies vendues,,.
I'm Yours est entrée dans les charts anglais le 12 décembre 2008 à la 78e place et a atteint au maximum la 11e place. Elle est restée presque toute l'année 2009 dans le chart n'y figurant pas pendant les deux dernières semaines de l'année. Elle y est revenue en janvier 2010 puis en août, passant en tout 84 semaines dans le top 100 sont 56 semaines dans le top 75. I'm Yours est ainsi devenue la 14e chanson à être resté le plus longtemps dans le top 75 et celle étant resté le plus longtemps dans le top 10.

## Reprises
- À Hawaï, les stations de radio diffuse la version originale ainsi qu'un remix hawaïen de la chanson.
- Jason Mraz a également chanté une version parodiée de sa chanson dans 1, rue Sésame, le titre étant devenu Outdoors.

## Clip vidéo
Le tournage du clip vidéo a débuté en mars 2008. I'm Yours a par la suite été classée Record of the Week dans le show de Scott Mills sur BBC Radio le 10 novembre 2008. Sur YouTube la vidéo a été vue plus de 100 000 000 de fois. Elle a été filmée à Hawaï (îles Oahu et Kauai) en 2008 par le réalisateur Darren Doane.
- Jet privé, Kauai (0:00)

La scène d'ouverture est une vue d'un jet privé à l'aéroport de Lihue à Kauai. La scène suivante montre Jason Mraz assis dans l'avion.
- Intérieur d'appartement, Oahu (0:07)

Après avoir regardé pensivement des poissons dans un aquarium et mis un sac-à-dos, Jason Mraz quitte l'appartement laissant les clés derrière lui. 
Le lieu de tournage est un appartement réellement occupé et tous les meubles appartiennent à ces occupants.
- Trajet en taxi, Autoroute H-1, Oahu (0:33)

Jason Mraz est assis à l'arrière d'un taxi. La scène a été filmée le matin suivant la fin du tournage à Oahu. Darren Doane est accroupi à l'arrière d'un pick-up qui l'emmène au skatepark de Oahu.
- Chutes Maunawili, Oahu (1:45)

Jason Mraz est pris en auto-stop dans un pick-up aussi par trois filles. La cascade, à Oahu, est suggérée par la fille avec qui on le voit discuter dans le skatepark. Un habitant du coin, lui et Darren Doane s'étant rejoint au skatepark.
- Kapaa, Kauai (2:30)

Après un trajet en avion depuis Oahu, Jason Mraz attrape une navette à l'aéroport de Lihue et visite à pied la partie est de Kauai.
- Mokuauia (Goat Island), Oahu (2:55)

Même s'il semble dans le clip que Jason Mraz n'a pas quitté Kauai, les scènes de surf ont été tournées à Mokuauia Island (Goat Island) le jour précédant le départ de Oahu pour Kauai.
- Fête, Oahu (3:05)

Jason Mraz chante à une fête avec le percussionniste Toca Rivera.
- Jetée de Hanalei (en) (Hanalei Pier), Kauai (3:21 and final shot)

Les dernières images de Jason Mraz sont également les dernières images du clip à avoir été tournées.

## Classements

### Classements hebdomadaires
| Chart (2008)                                 | Meilleure position |
| -------------------------------------------- | ------------------ |
| Allemagne                                    | 8                  |
| Australian ARIA Singles Chart                | 3                  |
| Autriche                                     | 2                  |
| Belgique Ultratop 50 (Flandres)              | 27                 |
| Canadian Hot 100                             | 3                  |
| Danemark                                     | 3                  |
| Espagne                                      | 6                  |
| European Hot 100 Singles                     | 17                 |
| Finlande                                     | 11                 |
| France                                       | 1                  |
| Italie (FIMI)                                | 4                  |
| Norvège                                      | 1                  |
| Nouvelle-Zélande : RIANZ                     | 1                  |
| Pays-Bas                                     | 9                  |
| Roumanie                                     | 55                 |
| République tchèque : IFPI Radio Top 100      | 25                 |
| Suisse                                       | 6                  |
| Suède                                        | 1                  |
| Turquie                                      | 7                  |
| UK Singles Chart                             | 11                 |
| U.S. Billboard Hot 100                       | 6                  |
| U.S. Billboard Hot Adult Top 40 Tracks       | 1                  |
| U.S. Billboard Hot Adult Contemporary Tracks | 1                  |
| U.S. Billboard Pop 100                       | 5                  |
| U.S. Billboard Top 40 Mainstream             | 1                  |

### Certifications
| Pays          | Certifications |
| ------------- | -------------- |
| Allemagne     | Or             |
| Espagne       | Or             |
| États-Unis    | 5 × Platine    |
| France (SNEP) | Or             |

## Source
- (en) Cet article est partiellement ou en totalité issu de l’article de Wikipédia en anglais intitulé « I'm Yours (Jason Mraz song) » (voir la liste des auteurs).